# Prosorhynchus pacificum
Prosorhynchus pacificum är en plattmaskart. Prosorhynchus pacificum ingår i släktet Prosorhynchus och familjen Bucephalidae. Inga underarter finns listade i Catalogue of Life.